# 오언 기관기총

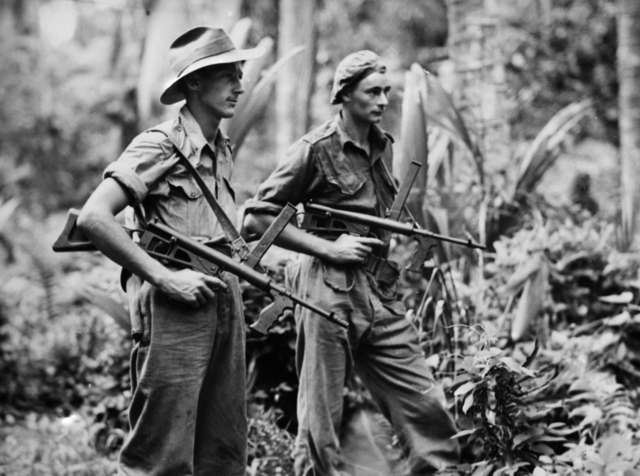

오언 기관기총(영어: Owen Machine Carbine)은 1939년 오스트레일리아의 사업가 에블린 오언이 만든 기관단총이다. 외형은 미국의 톰프슨과 비슷하고, 탄창은 위로 꽂는 30발 들이 막대형이다. 1941년 오스트레일리아군에 채용되었고, 제2차 세계 대전 당시 일본군이 호주에 침략했을 때 활약했다. 제2차 세계 대전 종전 후 한국 전쟁에서 일부가 쓰였다.